# 華東台商子女學校
華東臺商子女學校（縮寫：HTBS），簡稱華東臺商學校或華東臺校，位於中華人民共和國江蘇省昆山市花橋鎮，為一所同時得到中國大陸及臺灣兩岸政府共同許可的臺灣教育體系學校，屬海外台灣系學校之一。該校由來自臺灣的陳廷寵將軍、邵慰龍教授等人籌建，於2001年正式成立，為在陸臺籍學生提供與臺灣相同的教育內容，使其學歷可以與臺灣的同級教育相銜接。

## 校區
主校區位於江蘇省苏州市昆山市花橋鎮與上海市交界處的花橋國際商務城，另設有宿遷校區、南京校區兩校區。

### 現有校區
- 崑山校區：设于江蘇省苏州市崑山市花橋經濟開發區曹淞路66號，現設有幼兒園、小學、國中及高中。
- 宿遷校區：設於宿遷市經濟開發區杭州路1號（青海湖路小學），現設有幼兒園及小學部。
- 南京校區：設於南京市浦口區浦烏中路199號，設有幼兒園及小學部。[3]

### 已整併校區
- 蘇州校區：原設於蘇州市蘇州高新技術產業開發區滸墅關鎮陽山花苑一區南門95號（陽山實驗學校內），曾設有幼兒園及小學部，現已整併回昆山校本部。

## 校史
- 1998年12月：陳廷寵、邵慰龍、陳少華等人發起創辦華東臺商子女學校。
- 2000年11月：中國大陸教育部同意籌建。
- 2000年11月28日：江蘇省教育廳核准籌建。
- 2001年5月22日：中華民國教育部同意籌設。
- 2001年8月3日：中國大陸教育部及江蘇省教育廳核准設校。
- 2001年8月16日：獲得中華民國教育部設校備案核可。
- 2001年9月3日：學校正式開學，暫借崑山市花橋鎮曹安中學為校舍，招收幼稚園、國小、國中新生共168名。
- 2001年12月10日：學校遷到江蘇省昆山市花橋鎮曹淞路66號新校區。
- 2002年8月1日：江蘇省教育廳核准設立高中部。
- 2003年8月1日：開始招收普通高中學生。
- 2010年8月：蘇州校區開始招生，同時學生總人數突破1,000人。[4][5]
- 2012年9月3日：宿遷校區開始招生。[6]
- 2017年8月：配合台灣積體電路製造股份有限公司於南京設置12吋晶圓廠，設立南京校區，於浦口教學點，招收幼兒園以及國小。
- 2018年8月：啟用新建的宿遷校區校舍及南京校區校舍。
- 2019年8月：蘇州校區整併回歸昆山校本部。
- 2022年10月：陳大勇先生接任董事長。

### 歷任校長[4]
| 任次 | 姓名   | 性別 | 任職時間         |
| ---- | ------ | ---- | ---------------- |
| 一   | 黃裕城 | 男   | 2001.08～2004.01 |
| 二   | 黃通鎰 | 男   | 2004.02～2006.07 |
| 三   | 曾雪娥 | 女   | 2006.08～2015.07 |
| 四   | 王先念 | 男   | 2015.08～現在    |

## 校訓
共創卓越
- 共：同心團隊
- 創：創新行動
- 卓：卓爾公民
- 越：超越日新

## 學校願景
成就孩子、永續華東，為孩子的未來做準備。
以學生為主體，學生學習做為教學的核心，在本校校訓「共創卓越—同心團隊、創新行動、卓爾公民、超越日新」的信念基礎上，結合社區、家長、教學、行政，以團隊合作及目標管理方式，讓學生能夠立足臺灣、學貫兩岸、放眼世界，成就每一個選擇華東的孩子。

## 特色
學校雖然設立於中國大陸地區，但授課方式與臺灣相同使用繁體字與注音符號，所用教材也是直接由臺灣堤供，教師與高階行政人員亦是從臺灣聘請。而國中教育會考與大學學科能力測驗現均有在中國大陸設立考場，華東臺校即是考場之一。試卷會在臺灣闈場印刷並彌封，由試務人員隨身攜帶搭機帶至大陸考場，考試後再帶回臺灣批改。
與一般臺灣學校不同的是，該校校園內沒有設立旗桿，也不會進行升旗與唱國歌等儀式，主要以唱校歌取代。且教材在使用前需經中國大陸方面審核，一些不符合大陸方面立場的文字、表述或圖樣（例如「國立」台灣大學、台灣「日治」時期、1949年後的「中華民國」、青天白日旗滿地紅旗等）都會以不透明貼紙遮蓋或塗銷，甚至是將教材中一些書頁、章節密封或撕去。也因此，涉及議題較多的公民、歷史、地理等科目無法完整授課。為此，中華民國教育部與陸委會也特別規定，於大陸就讀臺商學校的國、高中二年級生須於當年暑假返臺上課。每次返台授課的協辦單位、場所、授課與活動內容可能不同。華東臺校曾借用中華大學、實踐大學等院校場所進行授課，課程主要為國文、英文、數學（高二全體學生），與公民、歷史、地理（高二文組與國二全體學生），或物理、化學、生物等（高二理組），另外也包含國防教育，安排高中部學生至營區進行步槍實彈射擊。返台授課期間還會於早晨舉行升旗儀式，並要求學生學習唱國歌。

## 註解
1. ↑  包含中華民國國籍111人，中華人民共和國國籍102人[2]。
2. ↑  2022年資料，金額為單一學期含學雜費[2]。
3. ↑  部分行政人員與非主要科目教師為陸籍。
4. ↑  中國大陸方面認為「中華民國」存在時間為1911年至1949年